# Brabants boerenhoen
Het Brabantse boerenhoen, Brabantse landhoen of de Brabançonne is een Belgisch kippenras dat afstamt van Europese kuifhoenders. Oorspronkelijk bereikte het ras een redelijke populariteit als legkip, niet alleen vanwege de grote legcapaciteit van tot 200 eieren per jaar, maar ook de grootte van de eieren. Tegenwoordig wordt het ras vooral als hobbykip gehouden.
Brabantse boerenhoenders zijn vrij lichtgebouwde landhoenders met een relatief lang lichaam. Het ras wordt meestal in kwartelkleur of een variant daarvan gefokt.
Brabantse boerenhoenders zijn actieve kippen die veel ruimte moeten hebben. Mede daardoor is het ras tegenwoordig commercieel niet meer zo interessant als vroeger. Net als de meeste andere legrassen worden de hennen niet snel broeds.